# Ampara (district)
Ampara (Singalees: Ampāra; Tamil: Ampāṟai) is een district in de Oostelijke Provincie van Sri Lanka. Ampara heeft een oppervlakte van 4415 km² en telde in 2007 610.719 inwoners. De hoofdstad is de stad Ampara. Dit district bevat een grote verscheidenheid aan etnische groepen, zoals weergegeven in onderstaande tabel (gegevens van 1963 tot 2007).
| Jaar | Sri Lankaanse Moren | Sri Lankaanse Moren | Singalezen | Singalezen | Sri Lankaanse Tamil | Sri Lankaanse Tamil | Indische Tamil | Indische Tamil | Andere | Andere | Totaal  | Totaal  |
| Jaar | Aantal              | %                   | Aantal     | %          | Aantal              | %                   | Aantal         | %              | Aantal | %      | Aantal  | %       |
| ---- | ------------------- | ------------------- | ---------- | ---------- | ------------------- | ------------------- | -------------- | -------------- | ------ | ------ | ------- | ------- |
| 1963 | 97.621              | 46,11%              | 61.996     | 29,28%     | 49.185              | 23,23%              | 1312           | 0,62%          | 1618   | 0,76%  | 211.732 | 100,00% |
| 1971 | 126.365             | 46,35%              | 82.280     | 30,18%     | 60.519              | 22,20%              | 1771           | 0,65%          | 1670   | 0,61%  | 272.605 | 100,00% |
| 1981 | 161.568             | 41,54%              | 146.943    | 37,78%     | 77.826              | 20,01%              | 1411           | 0,36%          | 1222   | 0,31%  | 388.970 | 100,00% |
| 2001 | 244.620             | 41,25%              | 236.583    | 39,90%     | 109.188             | 18,41%              | 715            | 0,12%          | 1891   | 0,32%  | 592.997 | 100,00% |
| 2007 | 268.630             | 43,99%              | 228.938    | 37,49%     | 111.948             | 18,33%              | 58             | 0,01%          | 1145   | 0,19%  | 610.719 | 100,00% |

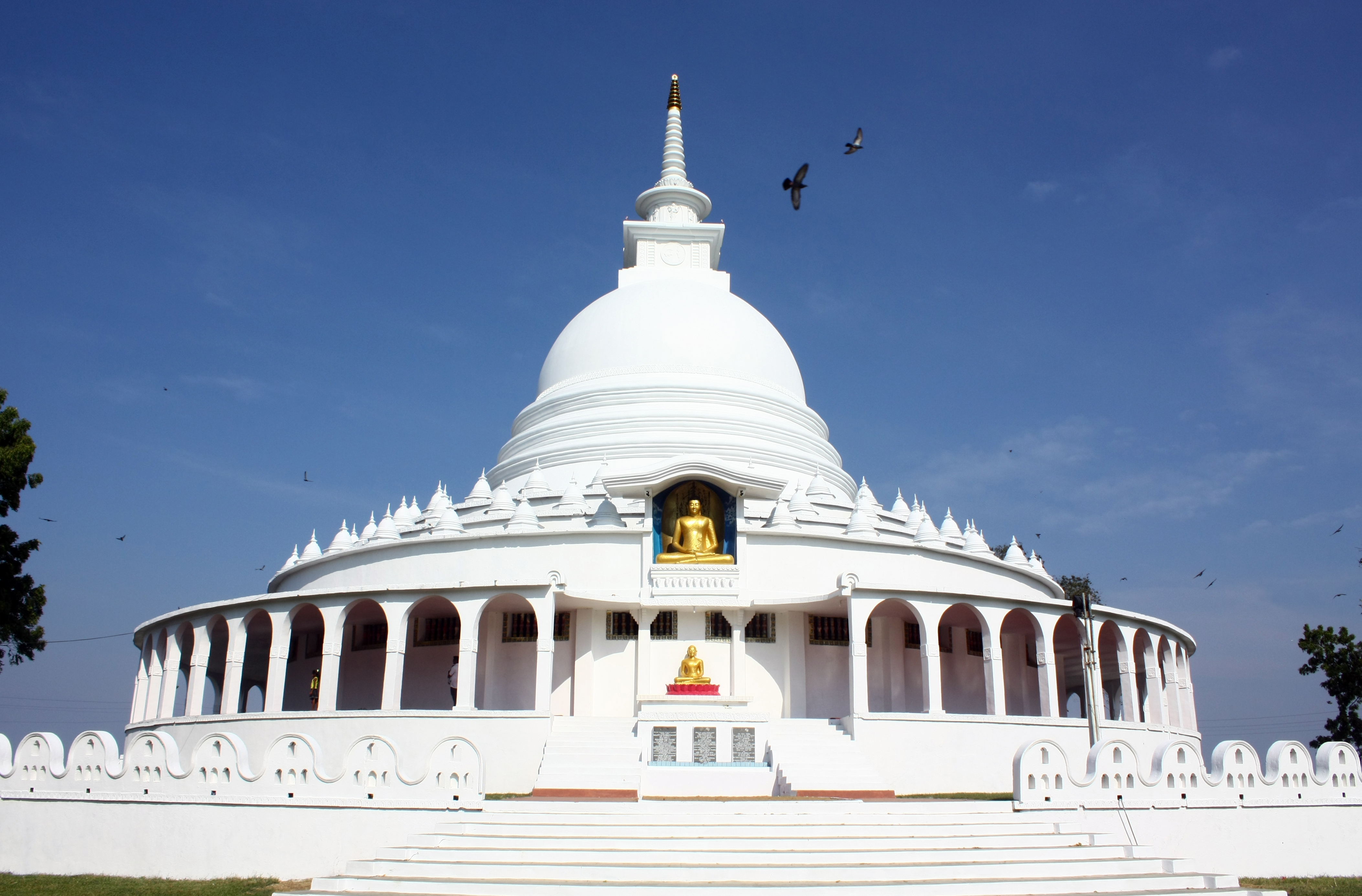
Peace Pagoda
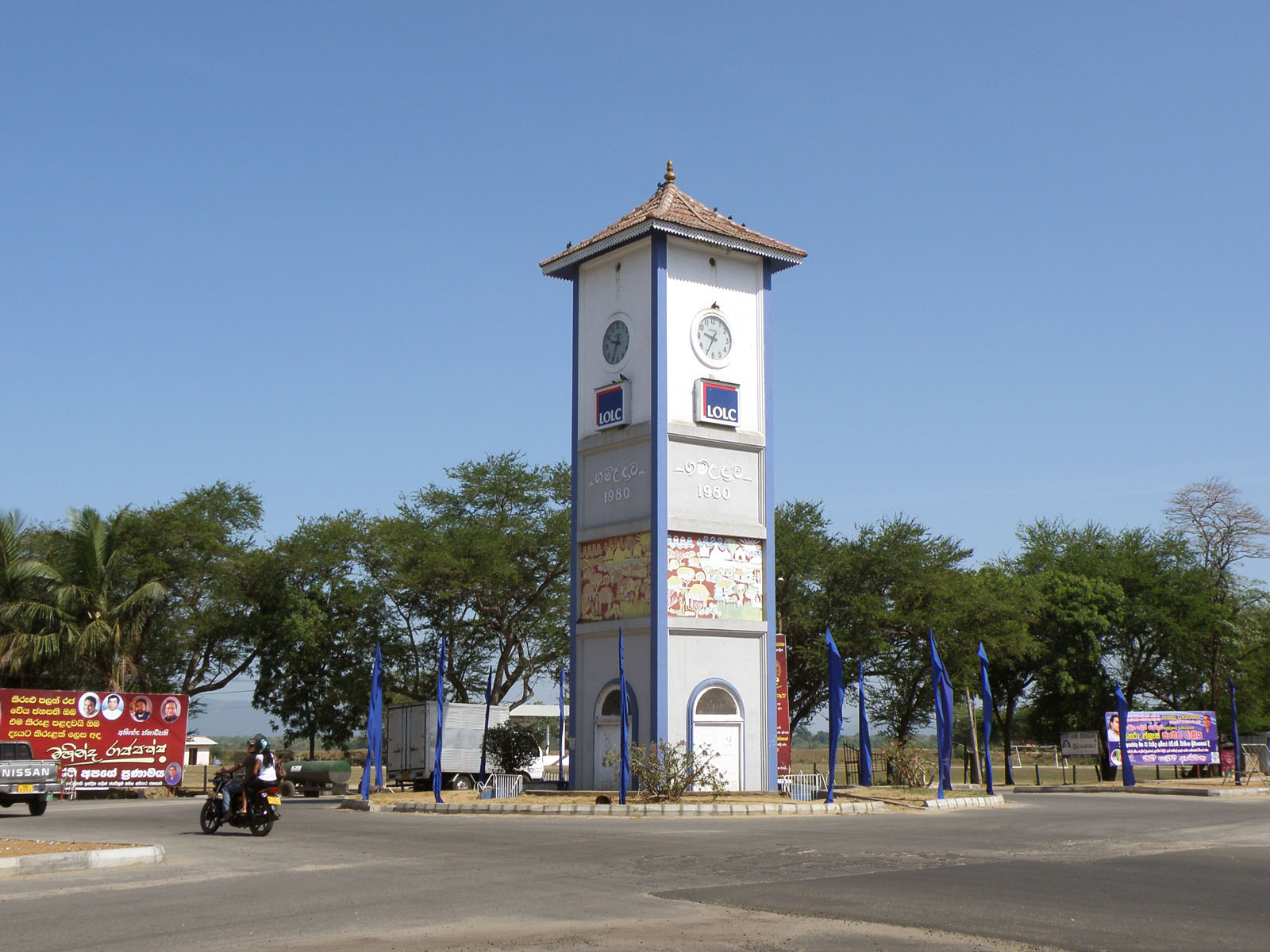
Ampara
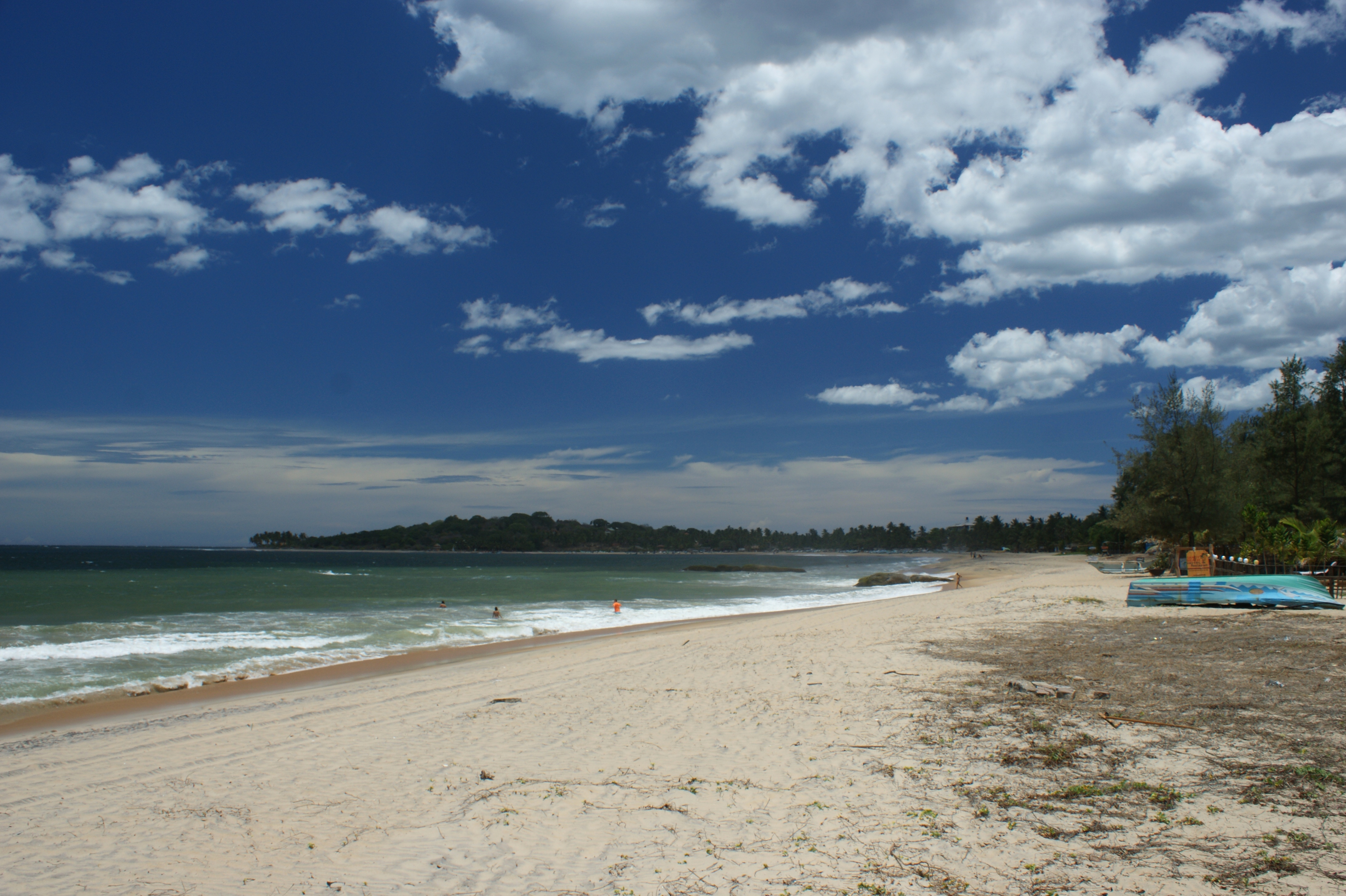
Arugam bay beach
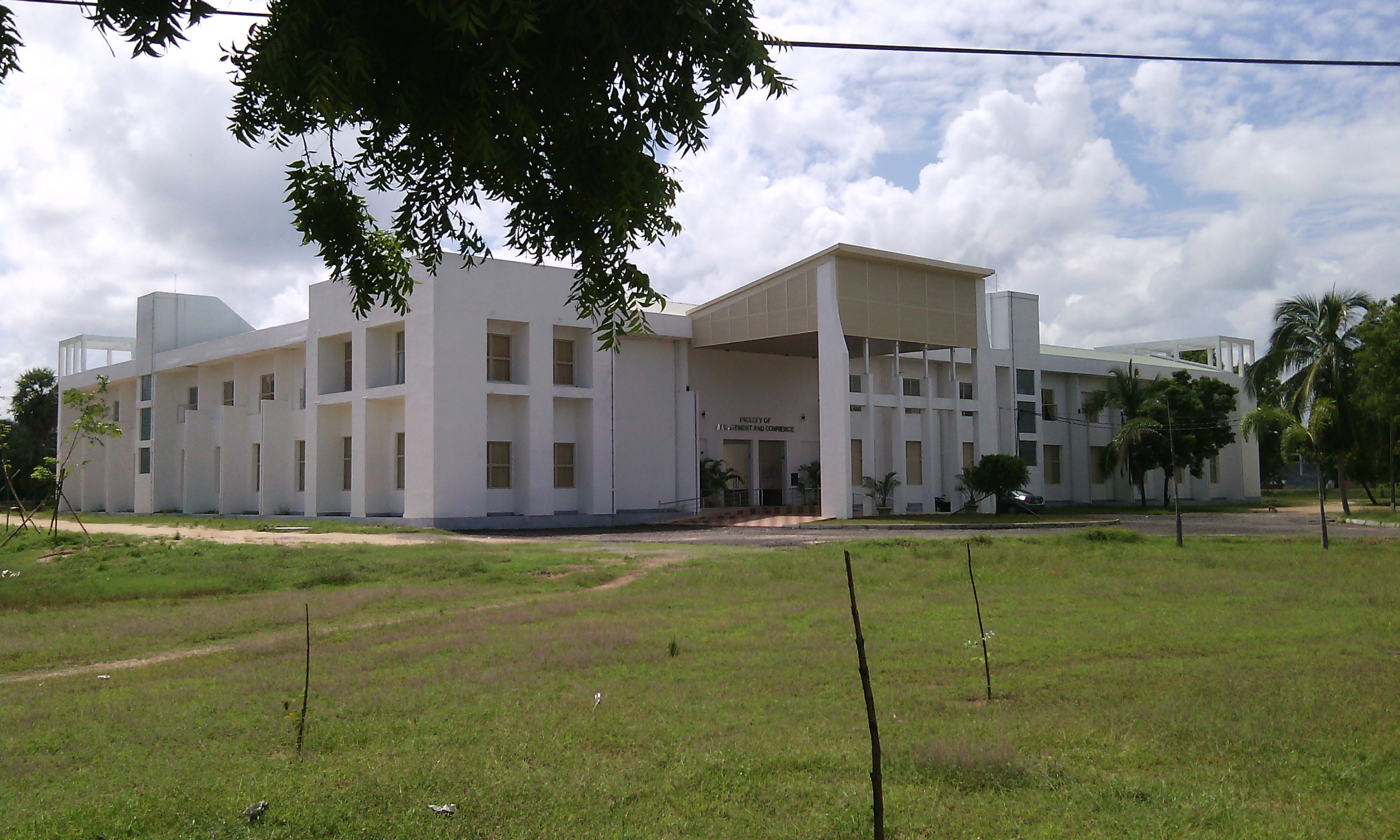
South Eastern Universiteit
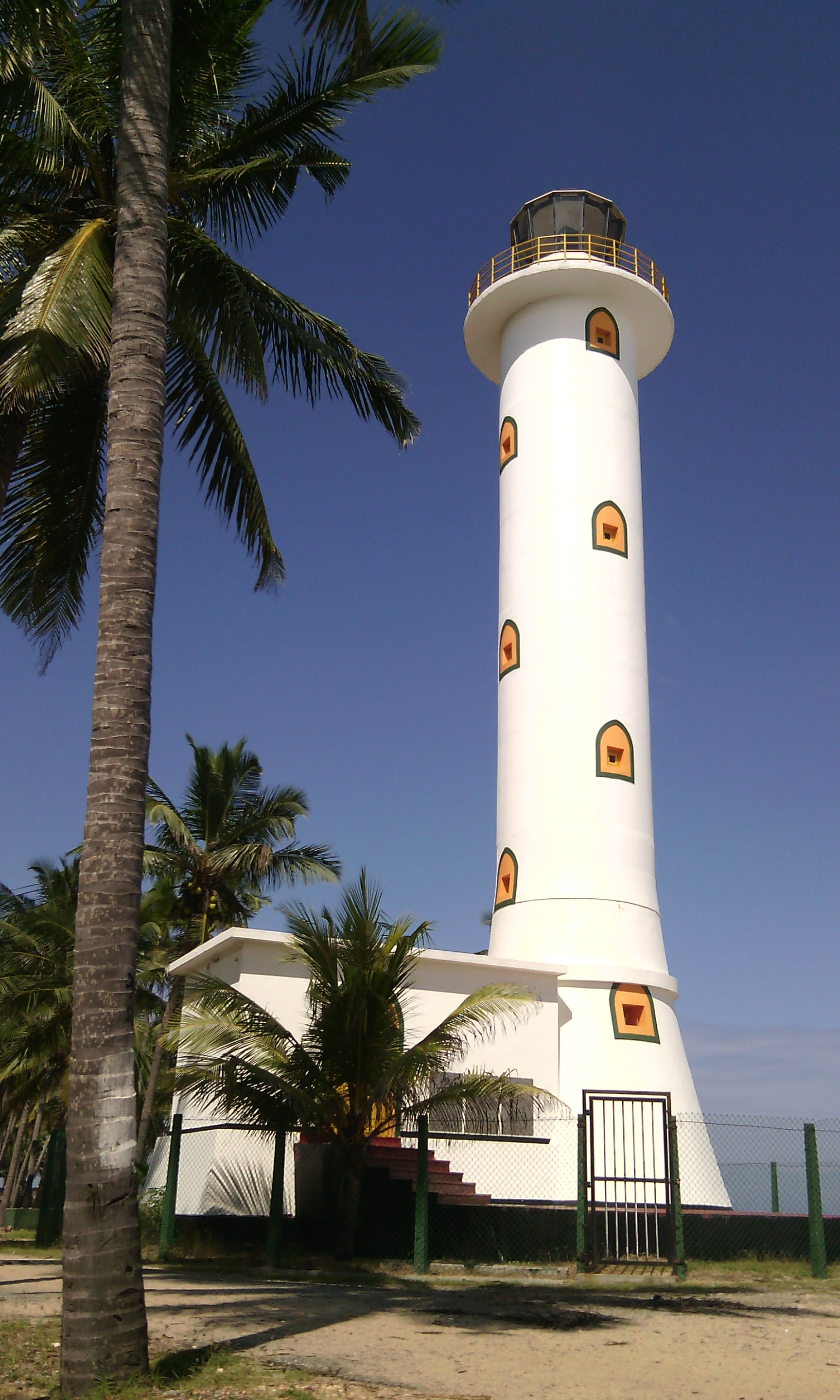
Oluvil vuurtoren

Centrale Provincie (Kandy · Matale · Nuwara Eliya) · Oostelijke Provincie (Ampara · Batticaloa · Trincomalee) · Noordelijke Centrale Provincie (Anuradhapura · Polonnaruwa) · Noordelijke Provincie (Jaffna · Kilinochchi · Mannar · Mullaitivu · Vavuniya) · Noordwestelijke Provincie (Kurunegala · Puttalam) · Sabaragamuwa (Kegalle · Ratnapura) · Uva (Badulla · Moneragala) · Westelijke Provincie (Colombo · Gampaha · Kalutara) · Zuidelijke Provincie (Galle · Hambantota · Matara)